# Ozola indefensa
Ozola indefensa är en fjärilsart som beskrevs av W. Warren 1899. Ozola indefensa ingår i släktet Ozola och familjen mätare. Inga underarter finns listade i Catalogue of Life.